# Кубанские ногаи
Кубанские ногаи (устар., кубанские тата́ры, также закубанцы, самоназвание — кобан ногай — этническая группа ногайцев, проживающих вдоль реки Кубань и у подножия горы Бештау на территории КЧР и Ставропольского края. Общая численность — ок. 23 тыс. человек (по данным переписи 2010 года). Верующие — мусульмане-сунниты. Делятся на две этнические подгруппы — собственно «кубанцы» (проживают на территории Ногайского, Хабезского, Адыге-Хабльского районов  Карачаево-Черкесской Республики и Кочубеевского района Ставропольского края ) и «бештаовцы» (или пятигорские ногаи), проживают в Минераловодском районе Ставропольского края.

## Использование экзоэтнонима «Кубанские татары»
Экзоэтноним использовался в документах Русского государства и Российской империи; примером может служить выдержка из письма российской императрицы Екатерины II французскому философу-просветителю Вольтеру:
Действительно черкесы-горцы присягнули мне в верности. Это те, которые населяют страну, называемую Кабардой, что произошло вследствие победы, одержанной нашими калмыками, при поддержке регулярных войск, над кубанскими татарами — подданными Мустафы, живущими в стране, пересекаемой рекою Кубанью по ту сторону Дона.письмо от 22 сентября 1769 г.
Наименование «кубанские татары» употреблялось и в различных словарях, например в статьях Энциклопедического словаря Брокгауза и Ефрона — «Белградский мир», «Кучук-Кайнарджа», «Петровск, уездный город Саратовской губернии», «Турецкие войны России» и других. Также его можно встретить на географических картах тех времён, — в частности, на карте Чёрного моря 1699—1700 годов, составленной с учётом съёмки и промера, произведённых русским военным кораблём «Крепость»; на рукописной карте Азовского моря 1702 года, съёмка и промер которой производились с участием первого российского императора Петра I.

## Трактовка

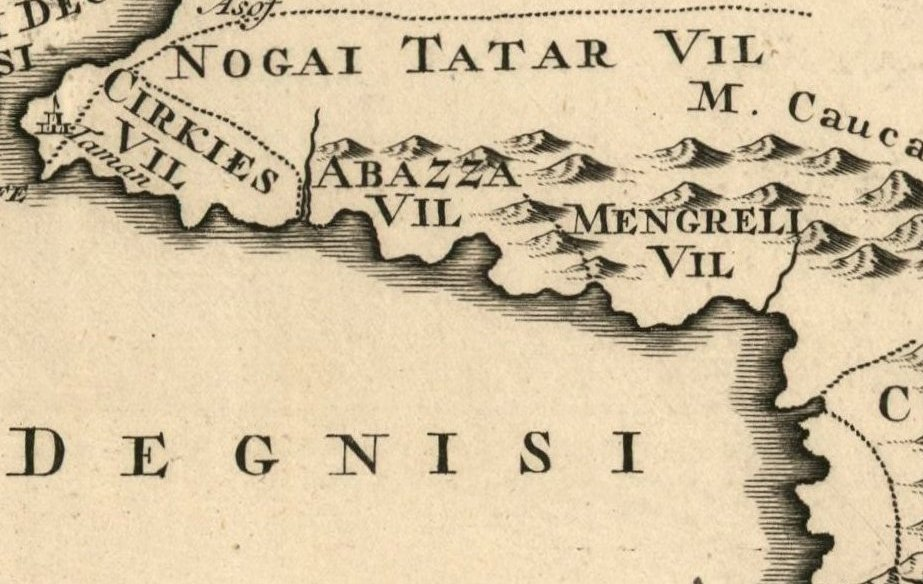
Более точное наименование народа, проживавшего в XVI—XVIII веках на Кубани (фрагмент карты Османской империи, 1740 год).

Толкование экзоэтнонима, как «малые ногаи», встречается у большинства исследователей, например, его даёт российский государственный деятель и историк 2-й пол. XVIII — 1-й пол. XIX веков П. Г. Бутков: «…кубанских же Татар, называемые малый Нагай…» и «Между тем 4 улуса кубанских Татар называемых малый Нагай с их начальниками…». Ещё одним свидетельством сопоставления «кубанских татар» с Малой ногайской ордой, может служить географическая карта Османской империи, изданная в Амстердаме в 1732 году (переиздана в 1740 году). Она была одной из первых карт на европейском языке, созданных на основе турецких карт (картограф Абу Бакр ибн Брахама). На ней в регионе Кубани, где на российских картах того времени отмечены «кубанские татары», использовано более точное наименование — «Nogai Tatar Vil».

## История
Происхождение и история кубанских ногайцев тесно связаны с Малой Ногайской Ордой. В XVI—XVII вв. малые ногаи кочевали в пределах Крымского ханства (отсюда группы, называемые ногаями или ногайцами, в составе степных крымских татар) и Северного Причерноморье, вплоть до низовьев Дуная на западе.
В 1711 году 22 тысячи кубанских ногайцев было взято в плен калмыками. Позже они малыми группами старались уйти обратно на Кубань.
1715 году Бахты-Гирей увел на Кубань «свыше десяти тысяч джетисанцев и джембуйлуков, кочевавших вместе с калмыцкими улусами». Но в 1716 и 1717 годах калмыкам удалось их вернуть. В 1723 году в калмыцких улусах началась смута. Джетисанцы и джембуйлуки начали откочевывать на Кубань. В 1724 году оставшихся опять увел Бахты-Гирей. Часть кочевавших на Тереке ногаев ушла на Кубань сама. В 1728 году калмыки организовали поход на Кубань для возвращения ногаев. Но власти Турции их опередили. Они перевели джетисанцев и джембуйлуков, а также других ногаев в Белгородскую орду (через Крым). В 1733 году крымские войска увели и тех ногаев, которые кочевали за Тереком. С другой стороны, России удалось в 1736—1739 годах вывести из турецких владений ногаев-салтанаульцев и поселить их в междуречье Терека и Кумы. Но часть из них вернулась на Кубань.
Малая часть из них (ногайцы-салтанаульцы, потомки Малой Ногайской Орды) в 1745 году бежали к казахам, к казахскому султану Нуралы. Потомками этих ногайцев на данный момент являются казахи из рода ногай-казак с подразделениями уйсун, костамбалы, казанкулак, кояс, проживающие в Западно-Казахстанской области Республики Казахстан, Астраханской, Волгоградской и Саратовской областях Российской Федерации. Эти племенные названия совпадают с родовыми подразделениями ногайцев, проживающих в междуречье Терека и Сулака, а также в Ставрополье.
В 1747 году часть ногаев из Белгородской орды крымский хан переселил на Кубань.
В 1782 году численность кубанских ногайцев составляла 61,4 тысяч семей. С учетом традиционного соотношения (5 человек в семье), численность ногайцев только на Кубани составляла примерно 307 тысяч человек.
Часть этих ногайцев вошла в состав крымских и румынских татар. Большое количество ногайцев эмигрировало в Турцию после падения Крымского ханства в 1783 году, а также после Крымской войны 1853—1856 годов.

## Современные фамилии адыгов, имеющие ногайское происхождение
Вследствие близкого расселения этносов адыгов и кубанских ногайцев некоторые ногайские рода ассимилировались с превосходящими их адыгскими. В частности, историк Бейтуганов в своем труде "Кабардинские фамилии: Истории и судьбы" отмечает ногайское происхождение ряда адыгских родов.